# Język heiban
Język heiban (hajban) – język z grupy nigero-kongijskiej, klasyfikowany w obrębie języków kordofańskich. Język ten używany jest w Górach Nubijskich w Sudanie przez około 4 tys. osób (stan z roku 1984).